# Săsciori (okręg Alba)
Săsciori – wieś w Rumunii, w okręgu Alba, w gminie Săsciori. W 2011 roku liczyła 1287 mieszkańców.